# Martino Longhi il vecchio
Martino Longhi il vecchio (Viggiù, 4 aprile 1534 – Roma, 11 giugno 1591) è stato un architetto italiano, architetto papale a Roma nella seconda metà del XVI secolo, fu il capostipite di una dinastia di architetti alla quale appartennero fra gli altri il figlio Onorio e il nipote Martino.

## Biografia

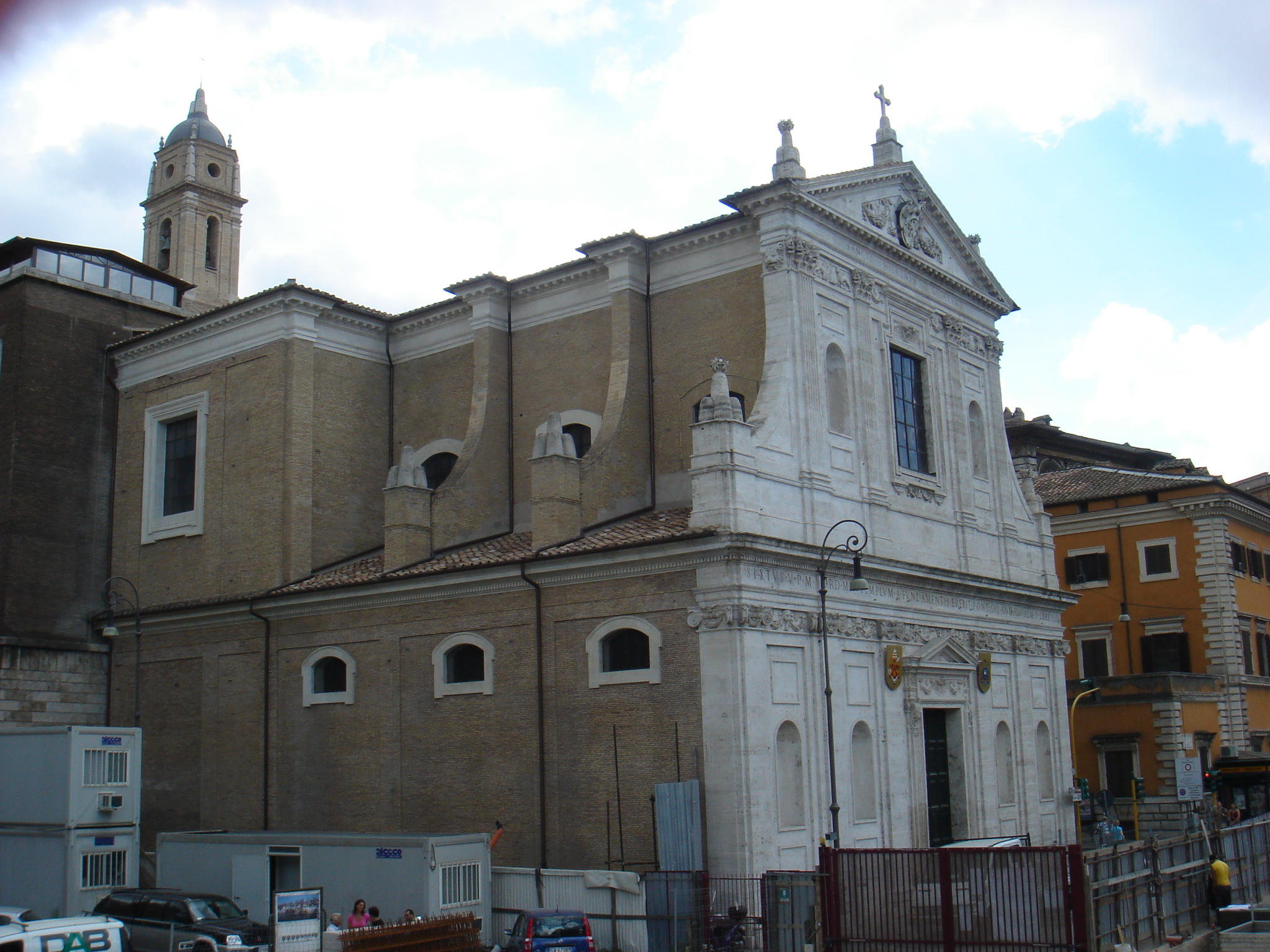
San Girolamo degli Schiavoni a Roma

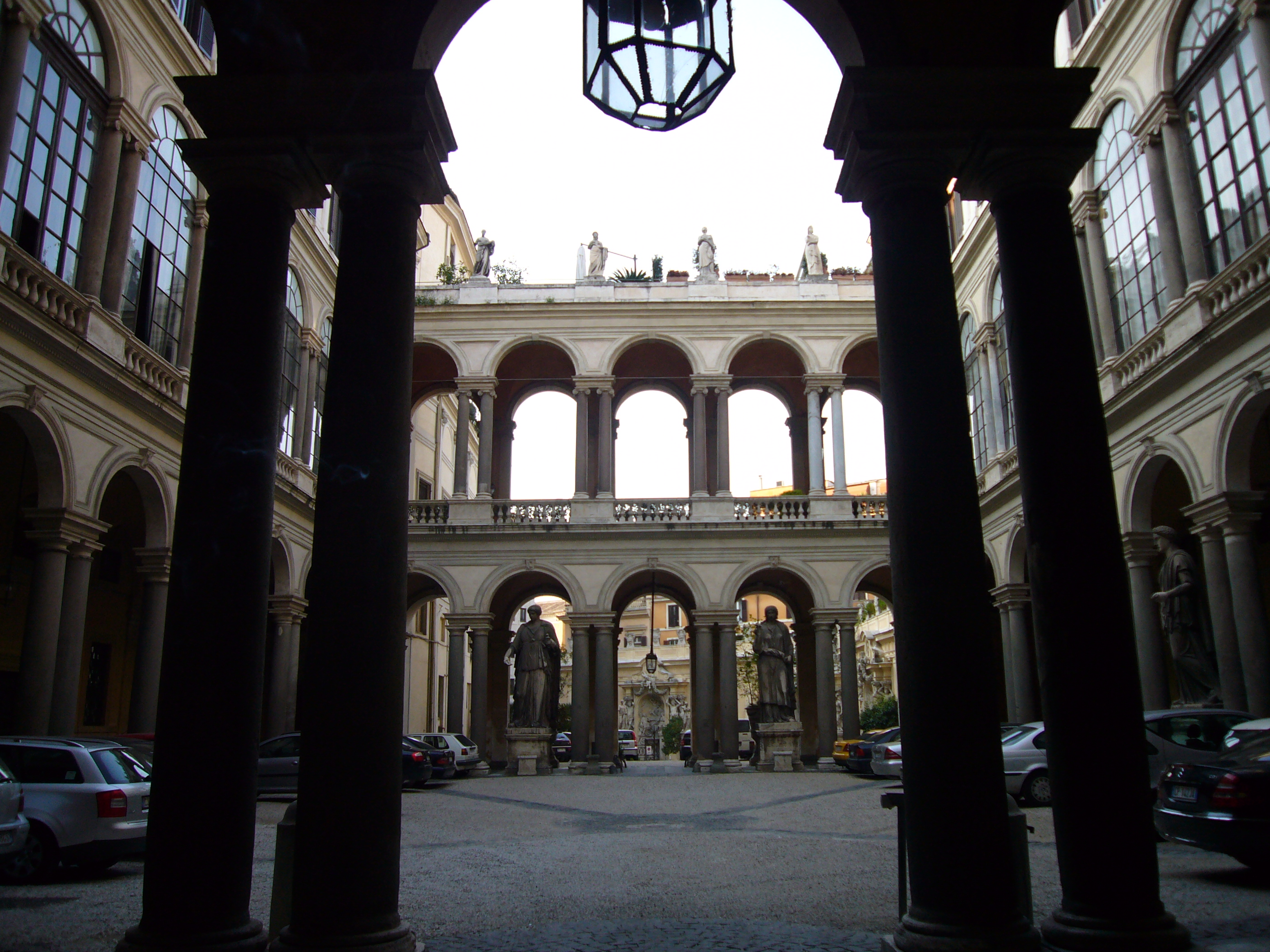
Il cortile di Palazzo Borghese a Roma

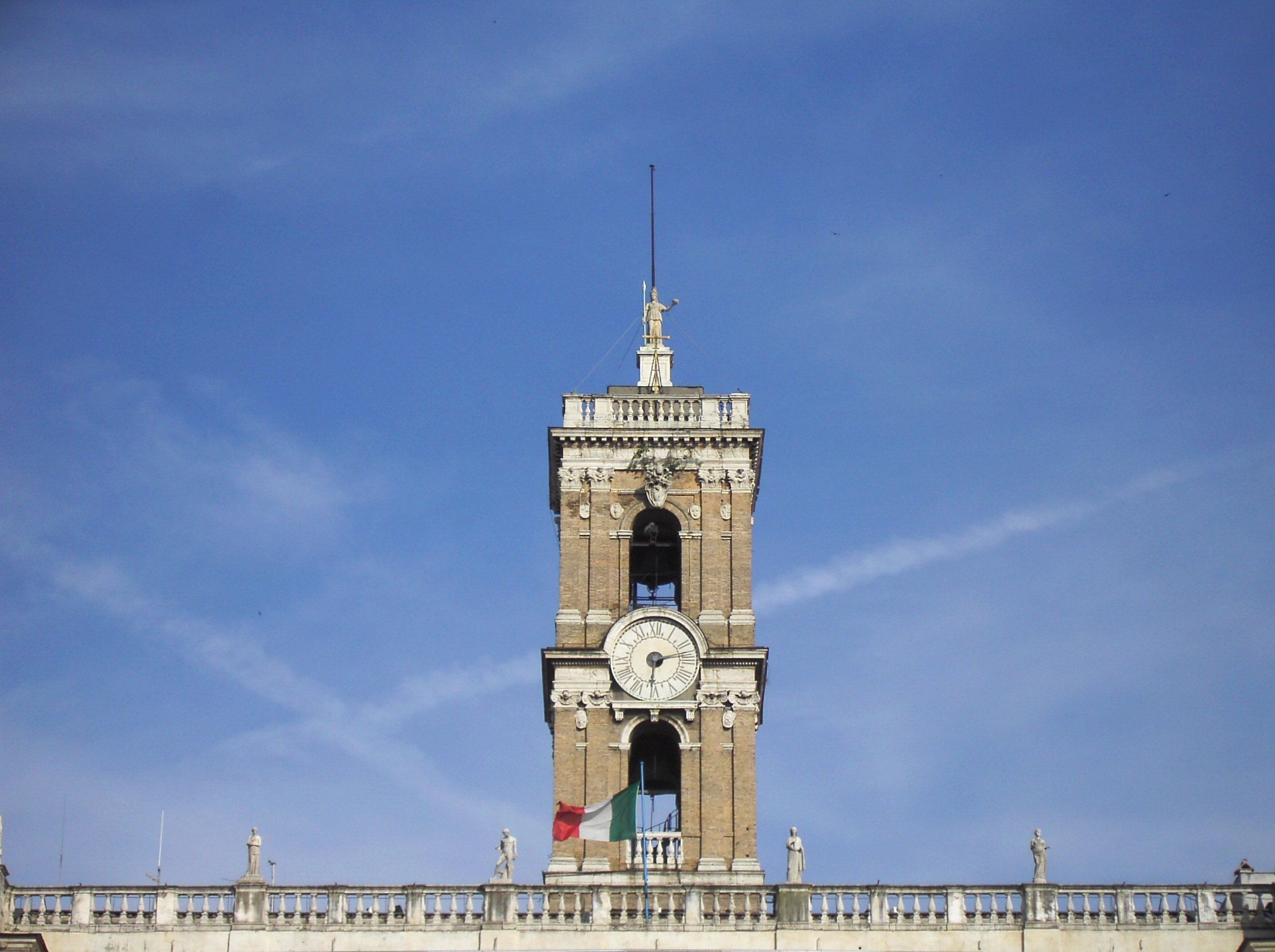
Campidoglio, torre campanaria al Palazzo senatorio

Proveniente da Viggiù in Lombardia, lavorò inizialmente in Germania, per la famiglia austriaca del cardinale Marco Sittico Altemps, che era imparentata con la famiglia dei lombardi Borromeo, progettando la costruzione del nuovo Palazzo Hohenems (1562-1567), struttura regolare a tre piani con tetti a falda attorno ad un cortile rettangolare. A nord e sud ci sono proiezioni angolari a due assi, e l'asse centrale è enfatizzato da un portale ad arco strutturato tridimensionalmente. 
Operò per la stessa famiglia, anche su villa Medici di Marignano a Frascarolo e villa Cicogna Mozzoni a Bisuschio (Varese),
Più tardi fu ingaggiato da Papa Pio V per collaborare con Giorgio Vasari e Jacopo Barozzi da Vignola al cantiere della basilica di Santa Croce a Bosco Marengo, suo borgo natale (1566-1572).
Stabilitosi a Roma fin dal 1569, Longhi lavorò a Palazzo Altemps, Palazzo Borghese (è suo il cortile a colonne binate, ispirato forse a moduli di Pellegrino Tibaldi), Palazzo Cesi-Armellini, Palazzo Poli (vicino alla fontana di Trevi), Palazzo Cenci (facciata e cortile), e Palazzo Mondragone a Frascati.  
Progettò le chiese di Santa Maria della Consolazione, San Girolamo degli Schiavoni (1588-1590, dove il progetto originale per la chiesa di S. Maria in Vallicella venne realizzato a S. Girolamo degli Schiavoni), Santissima Trinità dei Pellegrini (1587–1597) , oltre alla torre del Palazzo Senatorio in Campidoglio, su due ordini, e ben più elevata di quella dell'originario progetto di Michelangelo.
In occasione del giubileo del 1575, Papa Gregorio XIII (1572-1585) fece realizzare al nostro, il progetto del primo granaio pubblico di Roma per il quale fece trasformare le tre aule termali alla sinistra dell’ingresso al calidarium delle Terme di Diocleziano, a sua volta adibito da pochi anni a vestibolo di ingresso della chiesa di Santa Maria degli Angeli.
Il figlio di Longhi Onorio (1569–1619) fu architetto, così come suo nipote, Martino il Giovane (1602–60). I due realizzarono la chiesa romana dei Santi Ambrogio e Carlo (1612–42) in perfetto stile barocco.

### Su Martino Longhi il Vecchio
- I. Salvagni, I ticinesi a Roma tra corporazione e accademia. Il caso dell'Accademia di San Luca (1550-1610), in Giorgio Mollisi (a cura di), Arte&Storia, Svizzeri a Roma nella storia, nell'arte, nella cultura, nell'economia dal Cinquecento ad oggi, Edizioni Ticino Management, anno 8, numero 35, settembre-ottobre 2007, Lugano 2007.
- G. Lerza, «LONGHI (Lunghi, Longo), Martino, il Vecchio». In: Dizionario Biografico degli Italiani, Vol. LXV, Roma: Istituto della Enciclopedia Italiana, 2005 (on-line)
- G. Lerza, S. Benedetti, L'architettura di Martino Longhi il Vecchio, Bonsignori, Roma, 2002
- G. Lerza, Interventi di Martino Longhi il Vecchio a Hohenems: nuove acquisizioni, De Luca, Roma, 1996
- G. Lerza, Il contributo di Martino Longhi il Vecchio all'architettura dei palazzi del secondo Cinquecento, in Quaderni dell'Istituto di storia dell'architettura, 1990,
- C. Bertsch, Briefe und Pläne von Martino Longhi d. Ä. aus dem Palastarchiv zu Hohenems, in Römisches Jahrbuch der Bibliotheca Hertziana 26, 1990, S. 171–184
- Giovanni Baglione, Troisième jour - Clément VIII p. 64 in Le Vite de’ Pittori, Scultori, Architetti, ed Intagliatori dal Pontificato di Gregorio XII del 1572. Fino a’ tempi de Papa Urbano VIII. Nel 1642
- M. Bevilacqua, "Palazzetto Cenci a Roma: un'aggiunta per Martino Longhi il Vecchio e un contributo per Giovanni Guerra pittore (1985), in http://www.biblioarti.beniculturali.it/opencms/multimedia/BollettinoArteIt/documents/1552494054711_11_BEVILACQUA.pdf
- A. Nova, Il modello di Martino Longhi il Vecchio per la facciata della Chiesa Nuova, in "Römisches Jahrbuch für Kunstgeschichte 23 (1988): 387-394
- A. Pugliese, N. Bernacchio, Perizie e disegni di Martino Longhi il Vecchio, Sebastiano Cipriani, Carlo Francesco Bizzacheri, Carlo Fontana per la Casa e Torre Secura nel Rione Monti a Roma, in Bollettino d'arte - Ministero per i Beni culturali e ambientali, 2002, 87, 119 (gennaio-marzo)
- M. Fagiolo, La Roma dei Longhi. Papi e architetti tra manierismo e barocco, De Luca, Roma, 1982
- M. Caperna, Influssi lombardi a Roma : la chiesa di S. Girolamo degli Schiavoni, opera di Martino Longhi, il Vecchio, in Congresso di storia dell'architettura (23d, 1988, Roma); 'Architettura a Roma e in Italia, 1580-1621' : atti del XXIII Congresso di storia dell'architettura, Roma, 24-26 marzo 1988; Roma; Centro di studi per la storia dell'architettura, Roma, 1989
- R. Tancredi, Giacomo della Porta e Martino Longhi il Vecchio nella chiesa di S. Atanasio dei Greci a Roma, 139-172
- M. Fratarcangeli,  Martino Longhi il Vecchio. Tra villa Mondragone e palazzo Altemps: le residenze di un cardinale, Università degli Studi di Roma Tor Vergata, 200,. 18-19
- J. Gudelj, Jasenka. San Girolamo dei Croati a Roma: gli Schiavoni e il cantiere sistino. Identita e rappresentazione. Le chiese nazionali a Roma, 1450-1650, (2015): 297-325
- G. Piffaretti, Ligornetto ei Longhi di Viggiù: storia di una celebre famiglia di architetti: Martino il Vecchio, Onorio, Martino il Giovane, abbellirono Roma dal 1570 al 1655, Verlag nicht ermittelbar, 1997
- Da Gai, Enrico. "Struttura e tipo edilizio dei «granari» dell’Annona di Roma (1575-1705)." Mélanges de l'école française de Rome 120.2 (2008): 595-606.